# Містер Крутий
Містер Крутий (Mister Nice Guy) — Гонконгський фільм за участю Джекі Чана. Фільм знімався в Мельбурні і вийшов на екрани Гонконгу в 1997 і США в 1998 році.

## Опис
Ведучий кулінарного телешоу в Мельбурні Джекі випадково стає власником відеокасети із записом кривавого розбирання між бандами наркоторгівців. На цьому спокійні дні для Джекі закінчилися й перетворилися в нескінченну гонку на виживання. Він би із задоволенням віддав касету, якби знав де вона. Але ті не ставили запитань, а в Джекі однаково не було відповідей. Зате було треноване тіло й блискавичні кулаки.

## В ролях
- Джекі Чан — Джекі
- Річард Нортон — Жан Карло
- Мікі Лі — Мікі
- Карен Маклімонт — Лакейша
- Ґабріель Фітзпатрік — Діана
- Vince Poletto — Ромео
- Баррі Отто — Баджіо
- Само Хунг — Велосипедист